# Redwater, Texas
Redwater är en ort i Bowie County i delstaten Texas, USA.